# Hoofdpleinpark Košice
Het Hoofdpleinpark (Slovaaks: "Park na Hlavnom námestí") ligt in de oude centrum Staré Mesto van de stad Košice. Het bevindt zich op het centrale plein nabij de Sint-Elizabethkathedraal, de Urbanustoren en het Staatstheater. 

## Ligging
Het kleine park maakt deel uit van de indrukwekkende Hoofdstraat (Slowaaks : "Hlavná ulica"). Deze boulevard strekt zich uit aan beide zijden van het plantsoen. In het midden van de open plek ligt de zogenaamde Zingende fontein (Slowaaks: "Spievajúca fontána").

## Geschiedenis
Tot het einde van de 19e eeuw was er een open plaats die reeds vanaf de 18e eeuw diende als marktplein voor kooplui. Er was toen eveneens een overdekte bazaar met de latijnse benaming: "Propylaeum".
Naderhand werd het parkje aangelegd, vermoedelijk in 1899, ter gelegenheid van de voltooiing van het nieuwe theatergebouw (thans: Staatstheater). Na de aanleg van de groene zone bleef de markt toch nog een tijdje bestaan (dichter bij de Urbanustoren) tot het begin van de 20e eeuw, doch slechts in verkleinde vorm.
Tijdens de periode van de Eerste Tsjecho-Slowaakse Republiek (1918-1938) richtte men er een zwembad met fontein op. De watervoorraad in het zwembad deed in geval van nood dienst als blusmiddel voor brandbestrijding.
In 1985-1986 werd het parkje wederaangelegd naar een project van architect Juraj Koban.
Eveneens in 1986 werd hier de Zingende fontein gebouwd. Ze is de oudste fontein van die aard in voormalig Tsjecho-Slowakije. Men dankt de oprichting van dit ornament evenals de inrichting van het parkje aan de initiatieven van de gewezen burgemeester van Košice en later president van Slowakije : Rudolf Schuster (°1934).

## Afbeeldingen

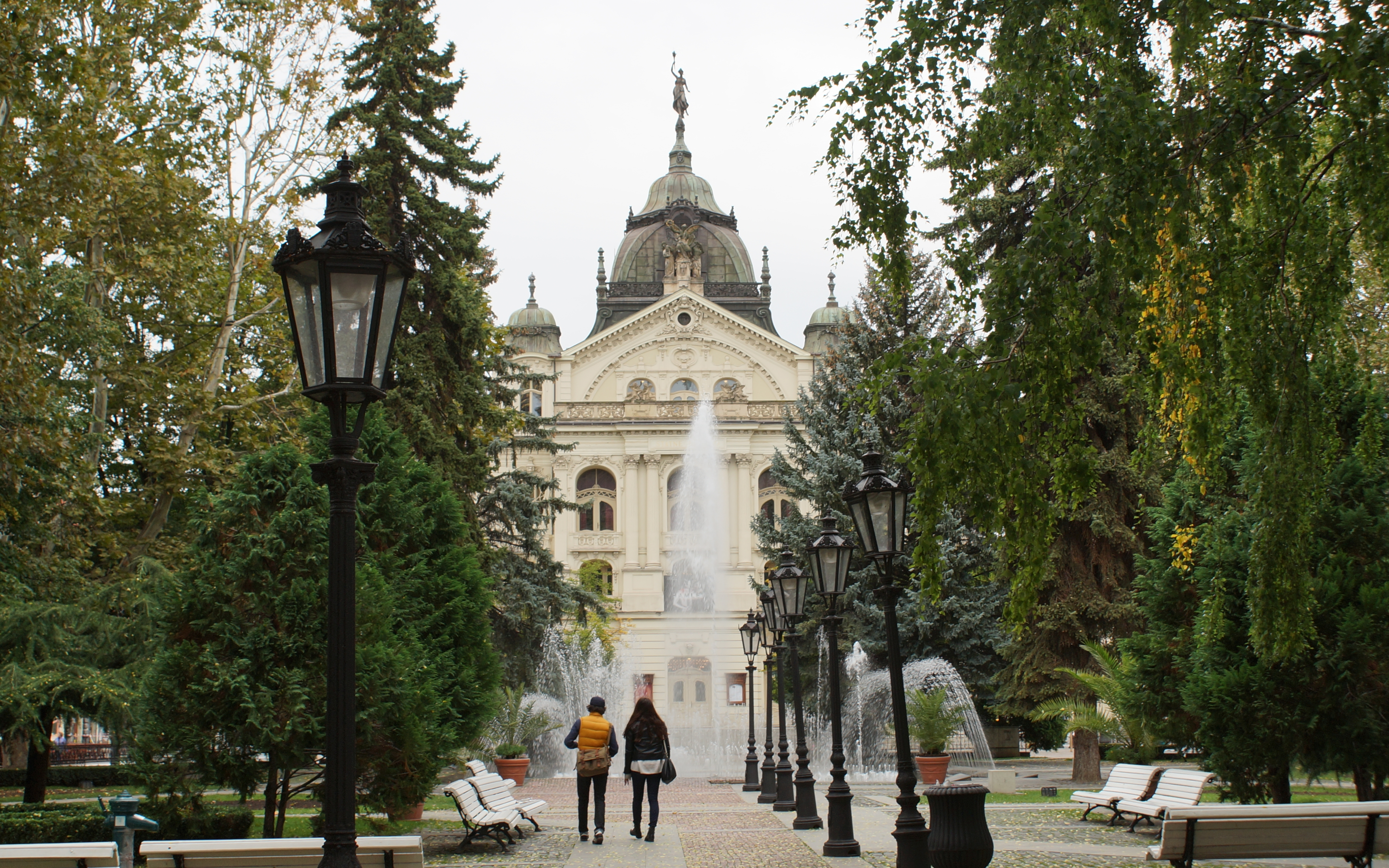
Wandelpad in het park, nabij het Staatstheater.
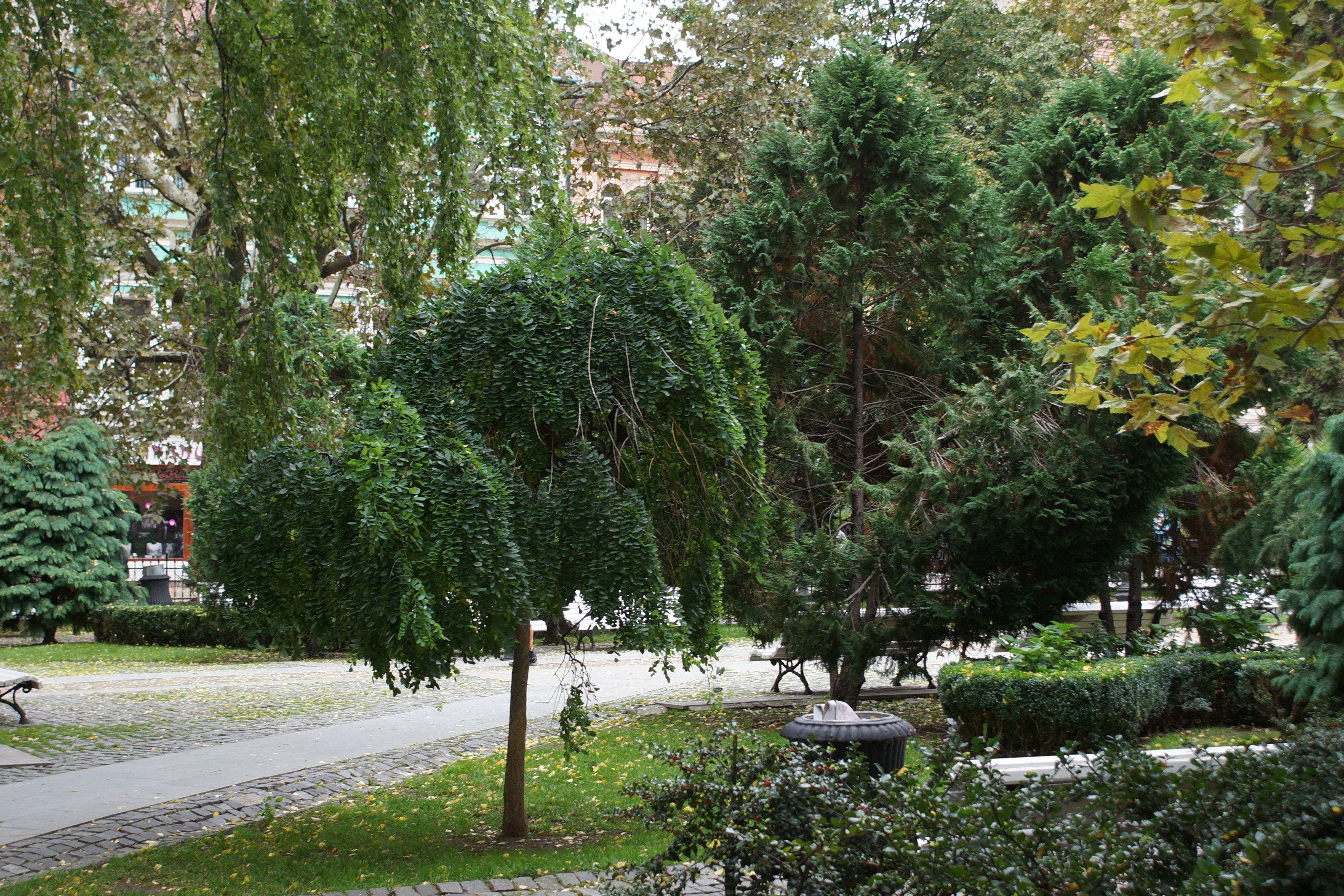
Zicht op het park.
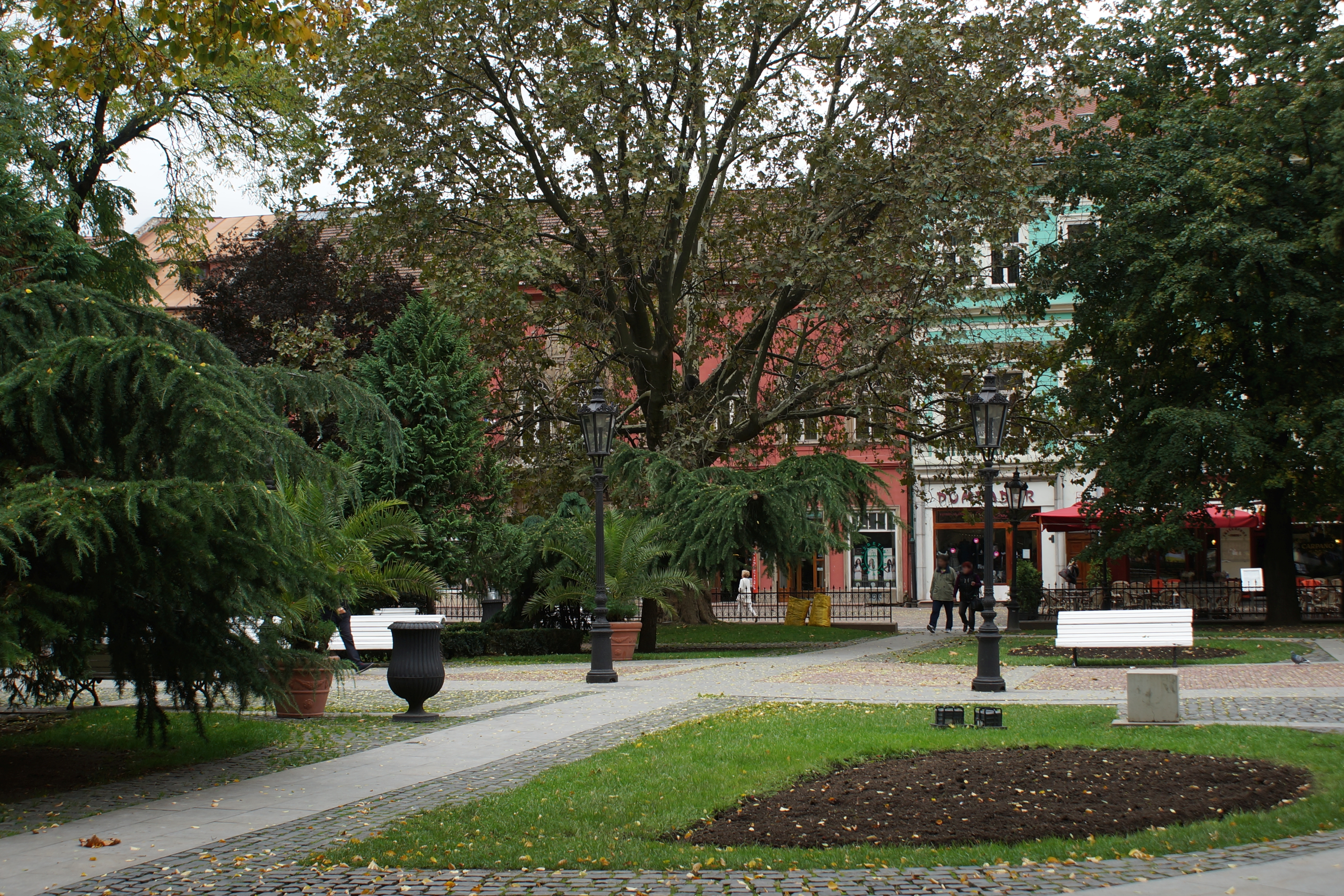
Parkzicht. Op de achtergrond: gebouwen in de Hlavná ulica.
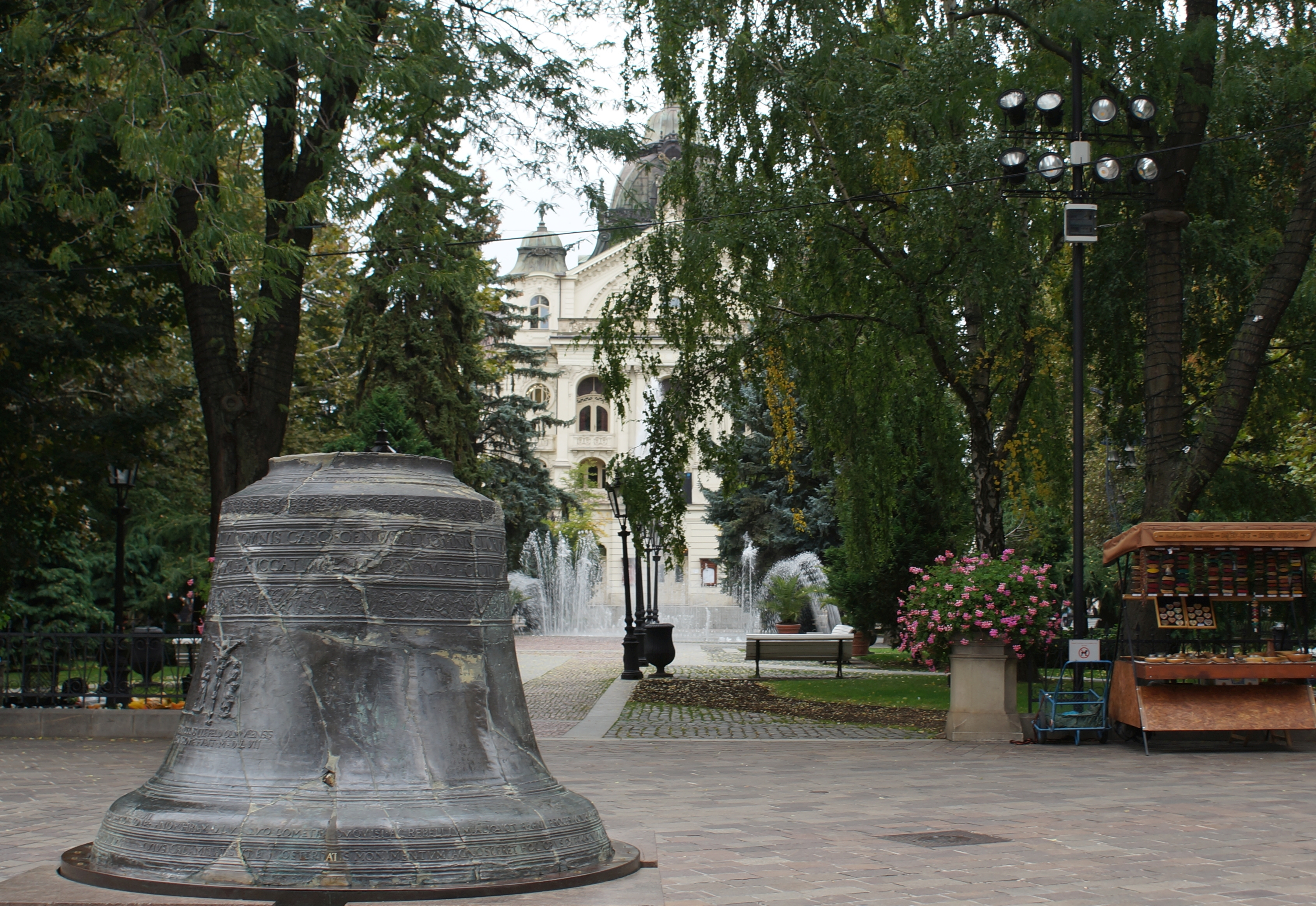
De zuidelijke kant van de park met een klok uit de Urbanustoren.
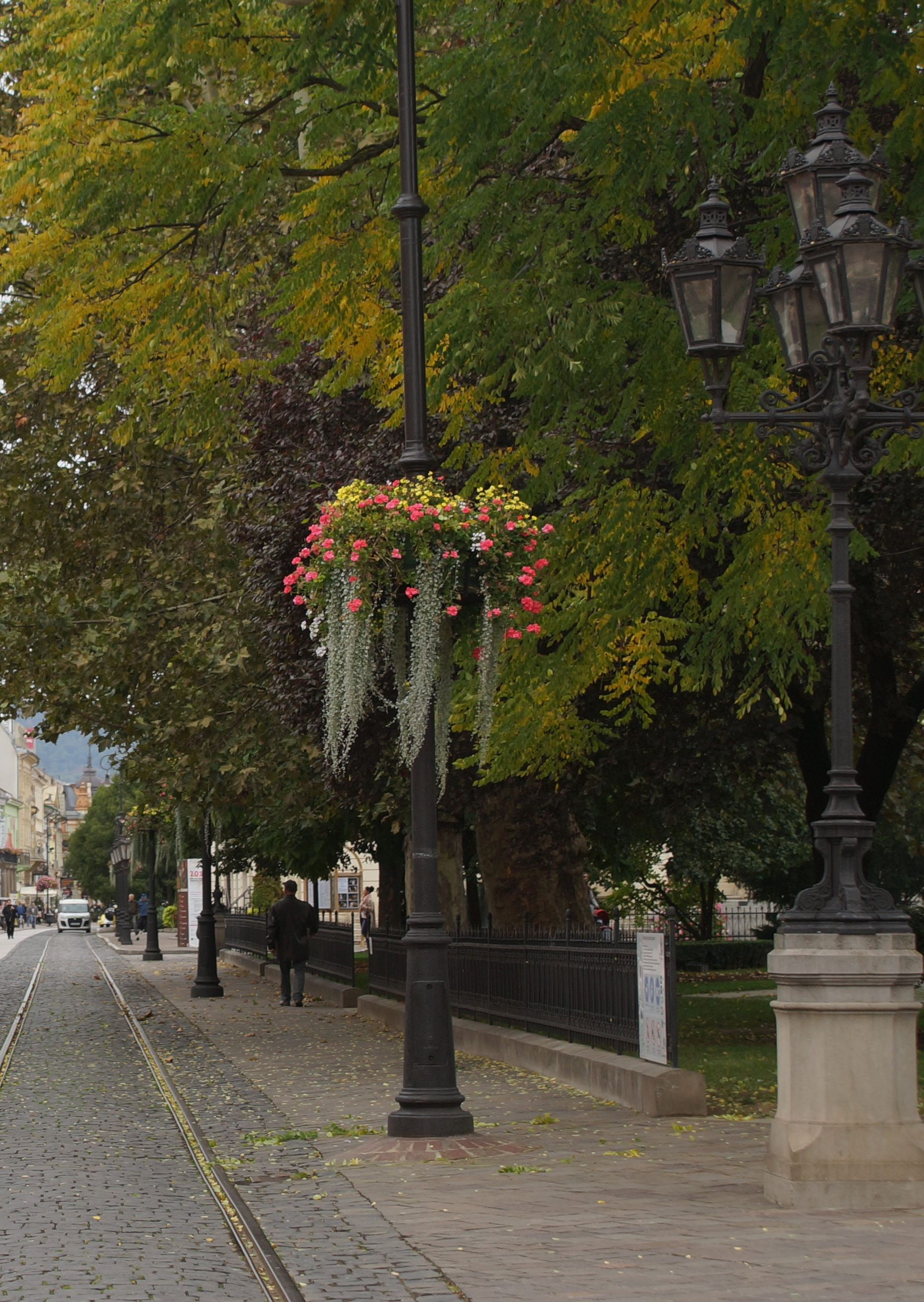
Zicht op het park in de Hlavná ulica, aan de kant van de kathedraal.